# سیمیون کوتسف
سیمیون کوتسف (انگلیسی: Simion Cuțov; ۷ مهٔ ۱۹۵۲ – ۱۹۹۳) ورزشکار بوکس اهل رومانی بود.
وی در مسابقات کشوری و بین‌المللی در مجموع برندهٔ ۴ مدال طلا، ۲ مدال نقره شده‌است.